# 乌江 (宁乡市)
乌江，出自中国湖南省湘乡市的羚羊山北麓，长达40千米，流域面积385平方千米，是宁乡市的第四大河流，也是沩水河最大的支流。
乌江一共有68条支流，流经乡镇及街道是：灰汤镇、资福镇、坝塘镇、历经铺街道，在南太湖注入沩水河。